# Giessen (Ill)
Der Giessen, französisch Le Giessen, ist ein etwa 33,6 km langer linker Zufluss der Ill im Département Bas-Rhin in der
Region Grand Est.

## Geographie

### Tallandschaft und Verlauf
Der Giessen ist einer der vielen Flüsse, die die Ostseite der Vogesen zur Ill und damit zum Oberrhein hin entwässern. Der weitaus größte Teil des Einzugsgebietes liegt in den mittleren Vogesen. Es gliedert sich in zwei nahezu gleich große Teilgebiete auf: Das nördliche, nach Osten gerichtete Teilgebiet ist das im mittleren Abschnitt beckenartig weite Tal des oberen Giessen, das südliche, etwas größere Teilgebiet umfasst das fast geradlinig nach Nordosten gerichtete engere Tal des Nebenflusses Lièpvrette. Die längere Liepvrette führt an der Mündung mehr Wasser als der Giessen, so dass sie hydrologisch der Hauptstrang des Flusssystems ist. Höchster Punkt des Einzugsgebietes ist der 1229 Meter hohe Brézouard.
Der Giessen entspringt westlich von Urbeis auf einer Höhe von etwa 600 m. Er fließt zunächst durch ein enges Tal nach Südosten und nimmt dabei einen weiteren, vom Col d’Urbeis herabkommenden Quellbach auf. Sein Lauf durch bewaldete Hügel ist zunächst ostwärts gerichtet, dann, nach Einmündung des Ruisseau de Harchingoutte von links, südwärts und schließlich, ab Haut d’Urbeis, wieder ostwärts. Ab dort wird er über eine längere Strecke von der Höhenstraße D 39 begleitet. Er durchfließt Urbeis, vorbei an den Ruinen der Burg Bilstein. Bei Bas d’Urbeis fließt ihm auf der rechten Seite der im Forêt Domaniale de Fochy-Urbeis entstandene Ruisseau du Schnarupt zu. In Lalaye mündet von links der Ruisseau de Charbes ein. Das enge Tal weitet sich und gibt einer breiten Wiesenaue Raum. Der Giessen passiert kurz danach Bassemberg und erreicht nun den namengebenden Hauptort des Kantons, Villé. Dort nimmt er den von links aus Nordwesten kommenden Ruisseau du Giessen de Steige auf und gleich danach beim Place de la Gare den aus von Norden kommenden Erlenbach. Südöstlich fließend passiert er den Ort Luttenbach vorbei und nimmt danach den von rechts zufließenden gleichnamigen Bach auf. Sein Weg führt nun durch Saint-Maurice, wo ihn der Dompfenbach stärkt, nach Thanvillé. Dort erreicht ihn der von Nordosten kommende Kientzelgottbach. Er läuft nun südwärts an Neubois vorbei. Beim Forêt de Brischbach fließt ihm der gleichnamige Brischbach zu. Der Giessen ändert nun seine Fließrichtung nach Südwest bis West und bewegt sich am Südrand des Forêt de Scherwiller entlang. Dort spaltet sich der Aubach von ihm ab, der bei Ebersheim in den Holzgiessen mündet. Kurz darauf wird der Giessen in die Richtung der deutlich größeren Lièpvrette gedrängt. Er fließt nun, begleitet von einem breiten Saum aus Büschen und Bäumen, durch eine landwirtschaftlich genutzte Zone nördlich an Châtenois und dann südlich an Scherwiller vorbei, unterquert daraufhin die A35 und erreicht dann den Nordrand von Sélestat. Er wendet sich nun nordostwärts, fließt noch etwa vier Kilometer durch Äcker und Wiesen und mündet schließlich auf einer Höhe von 164 m nordöstlich von Sélestat in die Ill.

### Zuflüsse
- Harchingoutte (links)
- Schnarupt (ruisseau du Schnarupt)  (rechts)
- Charbes (ruisseau de Charbes) (links)
- Giessen de Steige (ruisseau du Giessen de Steige) (links), 11,3 km
- Erlenbach (links), 4,7 km
- Luttenbach[5] (rechts), 5,9 km
- Dompfenbach (links), 4,0 km
- Kientzelgottbach (links), 5,7 km
- Brischbach (links)
- Lièpvrette (links), 24,9 km

## Hydrologie
An der Mündung des Giessen in die Ill beträgt die mittlere Abflussmenge (MQ) 3,27 m³/s; das Einzugsgebiet umfasst hier 273,0 km².
Am Pegel Sélestat wurde über einen Zeitraum von 44 Jahren (1965–2009) die durchschnittliche jährliche Abflussmenge des Giessen berechnet. Das Einzugsgebiet entspricht an dieser Stelle mit 260,0 km² etwa 95,2 % des gesamten Einzugsgebietes.
Die Abflussmenge schwankt im Lauf des Jahres recht stark. Die höchsten Wasserstände werden in den Monaten Dezember – März gemessen. Ihren Höchststand erreicht die Abflussmenge mit 7,07 m³/s im Februar. Von April an geht die Schüttung Monat für Monat zurück und erreicht ihren niedrigsten Stand im August/September mit 0,69 m³/s, um danach wieder von Monat zu Monat anzusteigen. Der jahresdurchschnittliche Wert beträgt hier 3,37 m³/s.
Der  monatliche mittlere Abfluss (MQ) des Giessen in m³/s, gemessen  an der hydrologischen Station Sélestat
Daten aus den Werten der Jahre 1965–2009 berechnet
An der Mündung der Lièpvrette hat diese mit im Mittel 2,02 m³/s eine größere Wasserführung als der Giessen, dessen mittlerer Abfluss hier 1,29 m³/s beträgt.